# Ahn Sung-ki
Ahn Sung-ki (* 1. Januar 1952 in Daegu, Südkorea) ist ein südkoreanischer Schauspieler.

## Biografie
Ahn Sung-ki wurde am 1. Januar 1952 in Daegu geboren. Bereits als Kind war er in Filmen zu sehen.
Er schloss die Kyundong Junior High School und später einen Besuch an der Fremdsprachenuniversität Hankuk ab.
Von 1974 bis 1976 leistete er seinen Wehrdienst als Artillerieoffizier bei den Südkoreanischen Streitkräften.
Ahn ist UNICEF-Botschafter und ist einer der ersten koreanischen Darsteller, der sich, am 23. Juni 2012, vor dem Grauman’s Chinese Theatre verewigen konnte.

## Auszeichnungen
- 1960 als Bester Kinderdarsteller beim San Francisco International Film Festival für Defiance of a Teenager.
- 1990 erhielt er den Blue Dragon Award für seine Leistung im Film Nambugun als Bester Darsteller ausgezeichnet.
- 1993 wurde er beim Asia-Pacific Film Festival für seine Leistung im Film White Badge als Bester Darsteller ausgezeichnet.
- 2007 wurde erhielt er den Daejong-Filmpreis für den Besten Darsteller für seine Leistung im Film Radio Star.

## Filmografie (Auswahl)
- 1960: The Housemaid (Hanyeo)
- 1990: Nambugun
- 1992: White Badge (Hayan chŏnjaeng)
- 1993: Two Cops (T'u K'apsŭ)
- 1994: The Eternal Empire (Yŏngwŏnhan cheguk)
- 1999: Nowhere to Hide (Injŏng sajŏng pol kŏt ŏpta)
- 2001: Musa – Der Krieger (Musa)
- 2001: Last Witness – Der letzte Zeuge (흑수선 Heuksuseon, Verweistitel: Der letzte Gefangene)
- 2002: Im Rausch der Farben und der Liebe (Chihwaseon)
- 2002: My beautiful girl, Mari (Mari Iyagi)
- 2002: The Romantic President (P'yano chinǔn taetongryǒng)
- 2003: Silmido (Silmido)
- 2006: A Battle of Wits (Mò Gōng)
- 2007: May 18
- 2008: The Divine Weapon (Singijeon)
- 2011: Sunny
- 2011: Sector 7
- 2011: Unbowed (Bureojin Hwasal)
- 2012: The Tower
- 2014: Revivre (화장 Hwajang)
- 2015: Last Knights – Die Ritter des 7. Ordens
- 2019: The Divine Fury (사자 Saja)